# Округ Роун (Тенеси)
Роун (енгл. Roane County) је округ у америчкој савезној држави Тенеси.

## Демографија
По попису из 2010. године број становника је 54.181, што је 2.271 (4,4%) становника више него 2000. године.
| Група             | 2000.          | 2010.          |
| Белци             | 49.199 (94,8%) | 50.752 (93,7%) |
| Афроамериканци    | 1.409 (2,7%)   | 1.440 (2,7%)   |
| Азијати           | 210 (0,4%)     | 278 (0,5%)     |
| Хиспаноамериканци | 359 (0,7%)     | 710 (1,3%)     |
| Укупно            | 51.910         | 54.181         |